# Tirwaganj
Tirwaganj es un pueblo y nagar Panchayat situado en el distrito de Kannauj en el estado de Uttar Pradesh (India). Su población es de 24082 habitantes (2011). 

## Demografía
Según el censo de 2011 la población de Tirwaganj era de 24082 habitantes, de los cuales 12753 eran hombres y 11329 eran mujeres. Tirwaganj tiene una tasa media de alfabetización del 83,32%, superior a la media estatal del 67,68%: la alfabetización masculina es del 87,66%, y la alfabetización femenina del 78,47%.